# Otto Wilhelm
Otto Wilhelm (1857 Štýrský Hradec – 21. června 1908 Štýrský Hradec) byl rakouský politik německé národnosti ze Štýrska, na počátku 20. století poslanec Říšské rady.

## Biografie
Od roku 1871 pracoval ve Štýrském Hradci a ve Vídni ve velkoobchodu. Roku 1884 se stal prokuristou a účetním ve Wagnerově uzenářské firmě ve Štýrském Hradci. Působil jako tajemník obchodního a nákupního spolku.
Působil i jako poslanec Říšské rady (celostátního parlamentu Předlitavska), kam usedl ve volbách roku 1901 za kurii všeobecnou ve Štýrsku, obvod Štýrský Hradec, vnitřní město a předměstí. Ve funkčním období 1901–1907 se uvádí jako Otto Wilhelm, účetní.
Ve volbách do Říšské rady roku 1901 se uvádí jako společný kandidát německých stran. Byl členem Německé lidové strany. Profiloval se jako oponent sociálních demokratů. Ve volbách roku 1907 již ze zdravotních důvodů nekandidoval.
Zemřel v červnu 1908 po několikaleté plicní chorobě.